# Гапш
Гапш (дарг. ХIябш) — даргинское вольное общество с центром в селении Уркарах, существовавшее внутри Кайтагского уцмийства и занимавшее часть нынешнего Дахадаевского района Дагестана. При присоединении к России было реорганизовано в магал.
По данным 1895 года в состав магала Гапш входило шесть сёл: Кала-Корейш, Дибгалик, Журмачи, Уркарах, Чишили и Шулерчи.

## История
По сведениям первой половины X века на территории общества Гапш существовало царство ал-Карах, которое ещё не было частью Кайтага.
В результате междоусобиц и внешнего вмешательства, Карах распался и на его месте образовались союзы Гапш и Муйра. Оба союза оказались в составе уцмийства во времена арабских походов в Дагестан.

Профессор Расул Магомедов пишет:
«Гапш во время войн арабов потерял свою самостоятельность, а Кала-Корейш была превращена в резиденцию арабского ставленника уцмия Эмир-Гамзы».
Уркарах становится одной из резиденций уцмия Кайтага. Он построил дворец, обзавелся хозяйством, обложил местное население налогом и издевался над общинниками, забирая скот и уничтожая урожаи местных жителей, из-за чего в период монголо-татарских нашествий, воспользовавшись слабостью уцмия, общества Гапш, Ганк и Муйра выгоняют уцмиев, сепарировавшись от Кайтага. Уцмий перенёс свою резиденцию в Кала-Корейш, а затем в Нижний Кайтаг.
В дальнейшем, уцмии, укрепившись, возвращают Гапш и прочие общества в состав уцмийства, однако те не платили никакой дани и имели свое самоуправление. Когда возникала надобность в сборе воинских сил, уцмий обращался к даргинским обществам с просьбой оказать помощь, так как принудить никого из них он не мог, в Сюрге, Ганке, Гапше вообще не было уцмийских райятов. По предположениям Р. М. Магомедова, Гапш обратно попал в сферу влияния уцмиев примерно в XII веке.

В «Акте о воссоздании Кайтагского государства» сказано, что представители джамаатов Гапш (Хабши) и других собрались на совещание относительно податей (джизья), горных пастбищ, общинных (джамаатских) садов и виноградников в предгорьях, соляных источников у побережья, 
«...они собрались после того, поговорили и посовещались между собой из-за джизья, гор, садов (бустан), соляных колодцев и прочего» Было принято решение, что на Хабши, Уркарах, Ирчамул, Кара-Кайтаг джизья не налагается «.. .и их угодья (макан) — горы, колодцы и сады не были взяты. Харадж размером даже в пылинку на них [возложен] не был, потому что они — головы вилайата».
В 1854 году в центре Гапша Уркарахе началось антироссийское восстание, закончившееся разгромом восставших и приведшим к усилению царского контроля в Верхнем Кайтаге.

## Экономика
Жители местных союзов сельских общин, помимо пастбищ на равнинной части уцмийства, арендовали зимние пастбища в Дербентском ханстве. Крупный рогатый скот был более распространён в Гапш, чем мелкий. Люди также занимались земледелием и, следовательно, нуждались в рабочем скоте как в тягловой силе. Назначение крупного рогатого скота в этих селах было в основном потребительским. Согласно архивным данным, в селах Гапш ткали грубый холст.

## Устройство
Старшины и кадии (шариатские судьи) Уркараха — главного села — являлись высшими административными лицами союза в целом. Они имели популярность и предпочтение среди народа. Старшины Уркараха в своем селении решали дела безапелляционно. С апелляционными же жалобами к ним обращались не только жители союза Гапш, но и жители других союзов сельских общин — Муйра и Ицари. К уркарахскому кадию также обращались с апелляционными жалобами жители других союзов. Кроме того, ему принадлежали исключительное право совершать раздел имений во всем союзе. Во всех союзах сельских обшин Кайтага для решения таких важных дел, как воровство, убийство, увод девушки или женщины, спорящие отправлялись в главные деревни, где дела, относящиеся к адатам (традициям), решали старшины, а к шариату — кадии.
Для обсуждения важных вопросов созывались сходы представителей всех сел союза: старшины, кадии, главы наиболее авторитетных тухумов (родов), часто представители от всех тухумов. Представители общин Гапш, Ганк и Ицари собирались на сход на возвышенном месте Аф-Ка, около Уркараха. На сборе народ выбирал из среды почетных лиц, которые отходили в сторону, судили, решали и объявляли народу. Народ всегда принимал их решения решения.
В Гапш входили 5 сел (джамаатов) — Уркарах, Чишили, Дибгалик, Журмачи, Кала-Корейш. Только два из них — Уркарах и Кала-Корейш — имели пастбищные горы.
Ицари, Ганк, Гапш и Муйра находились в Верхнем Кайтаге, гранича на юге с Буркун-Дарго, на западе — с Сюрга, на севере — с Каба-Дарго и на востоке — с союзами Нижнего Кайтага.

## Этимология
Отсутствуют версии точного происхождения названия. Профессор Б. Г. Алиев расшифровывает название хIябш как «три селения» — от хIяб — «три» и ши — «селение».